# Dirk Schumann (Historiker)
Dirk Schumann (* 9. Dezember 1958 in Nürnberg) ist ein deutscher Historiker und Professor für Neuere und Neueste Geschichte an der Universität Göttingen.

## Leben und Beruf
Schumann studierte Geschichte und Politikwissenschaft an den Universitäten München (Diplom 1985), Freiburg und an der University of Colorado (Boulder) und wurde an der Universität München 1990 promoviert. Danach war er bis 1996 wissenschaftlicher Assistent an der Universität Bielefeld, an der er sich mit Unterstützung eines Habilitationsstipendiums der DFG (1997 bis 1999) im Jahr 1999 habilitierte. Von 1999 bis 2001 war er Gastprofessor an der Emory University über den Deutschen Akademischen Austauschdienst (DAAD) und 2002 bis 2006 wissenschaftlicher Mitarbeiter und stellvertretender Direktor am Deutschen Historischen Institut Washington. 2007/08 war er Professor an der Jacobs University Bremen. Seit 2008 bis zu seiner Emeritierung 2024 war er Professor in Göttingen.
Schumann befasst sich mit der Geschichte der Gewalt in der Politik besonders in der Weimarer Republik, Geschichte von Kriegserinnerung und -verarbeitung, Geschichte des Bürgertums, Geschichte von Kindheit, Jugend und Erziehung und hat allgemein seinen Schwerpunkt in deutscher Geschichte des 19. und 20. Jahrhunderts und US-amerikanischer Geschichte im 20. Jahrhundert. Er bearbeitet auch ein Projekt zur Geschichte der Heimerziehung in Niedersachsen in der Nachkriegszeit.
2015 wurde er ordentliches Mitglied der Akademie der Wissenschaften zu Göttingen.

## Schriften (Auswahl)
Monographien
- mit Eberhard Kolb: Die Weimarer Republik (= Oldenbourg Grundriss der Geschichte, Bd. 16), München: Oldenbourg, 9. Aufl. 2022, ISBN 978-3-11-079510-3.
- mit Margret Kraul, Rebecca Eulzer, Anne Kirchberg: Zwischen Verwahrung und Förderung. Heimerziehung in Niedersachsen, 1949–1975. Opladen: Budrich UniPress, 2012.
- Political Violence in the Weimar Republic. Fight for the Streets and Fear of Civil War. New York: Berghahn Books, 2009, Paperback 2012.
- Politische Gewalt in der Weimarer Republik. Kampf um die Straße und Furcht vor dem Bürgerkrieg (= Schriftenreihe des Instituts für Soziale Bewegungen, Bd. 17). Essen: Klartext-Verlag, 2001.
- Bayerns Unternehmer in Gesellschaft und Staat, 1834–1914. Fallstudien zu Herkunft und Familie, politischer Partizipation und staatlichen Auszeichnungen (= Kritische Studien zur Geschichtswissenschaft, Bd. 98). Göttingen: Vandenhoeck & Ruprecht, 1992.

Herausgeberschaften
- mit Cornelia Rauh, Arnd Reitemeier: Kriegsbeginn in Norddeutschland. Zur Herausbildung einer „Kriegskultur“ 1914/15 in transnationaler Perspektive. Göttingen: Wallstein, 2015.
- mit Cornelia Rauh: Ausnahmezustände. Entgrenzungen und Regulierungen in Europa während des Kalten Krieges. Göttingen: Wallstein, 2015.
- mit Jörg Requate, Petra Terhoeven: Die (Un)Sichtbarkeit der Gewalt. Medialisierungsdynamiken seit dem späten 19. Jahrhundert. Göttingen: Wallstein, 2023.